# Luzula alpinopilosa
Luzula alpinopilosa là một loài thực vật có hoa trong họ Juncaceae. Loài này được (Chaix) Breistr. mô tả khoa học đầu tiên năm 1947.

## Hình ảnh

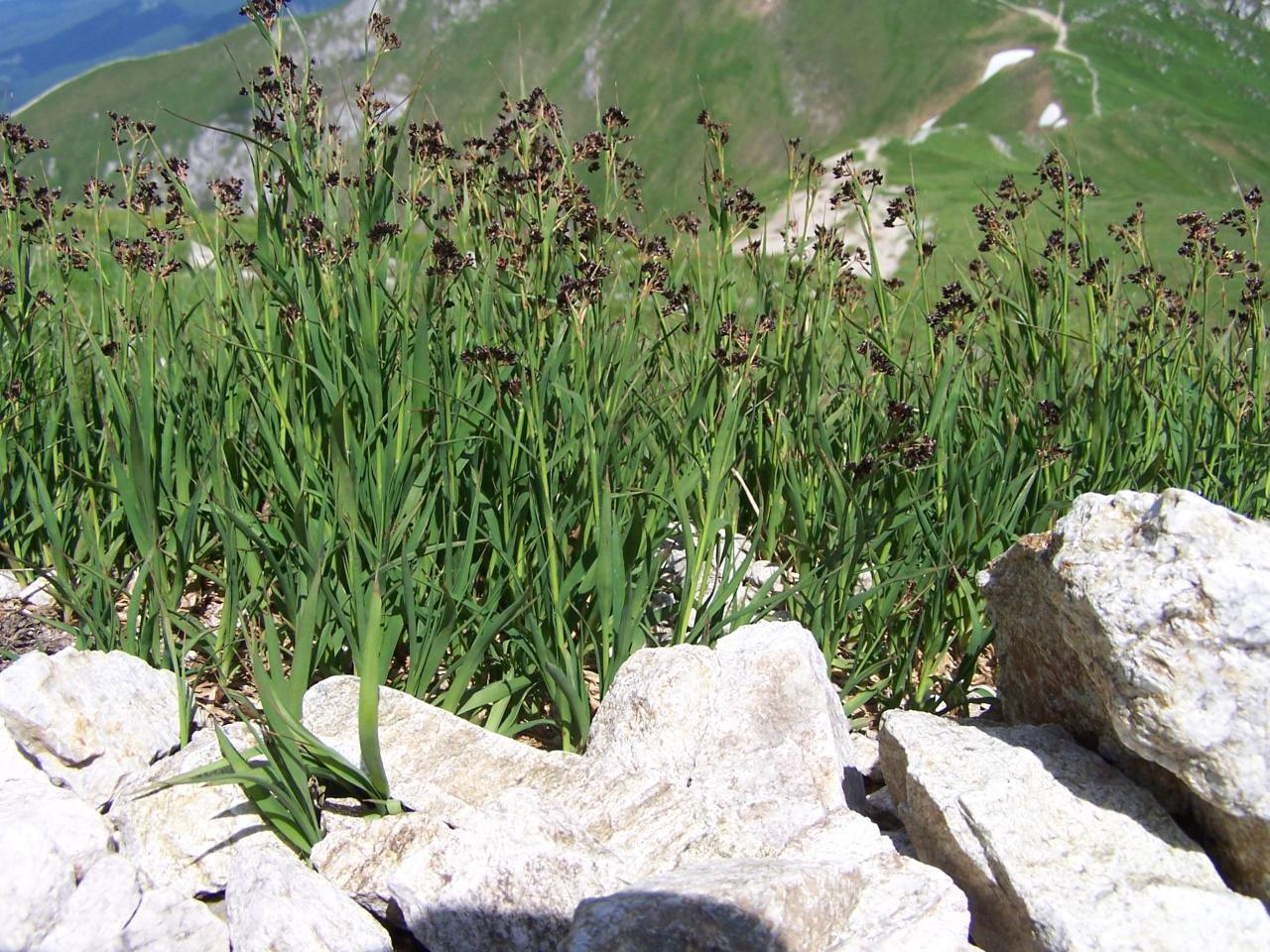
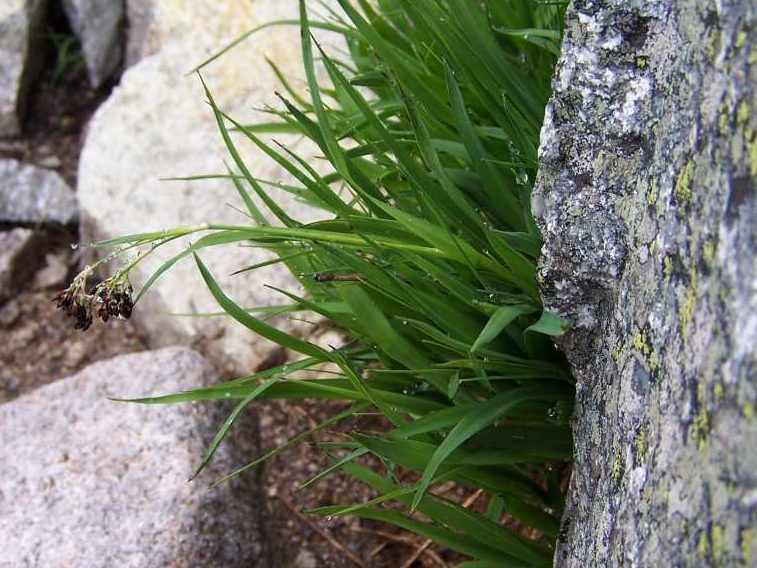
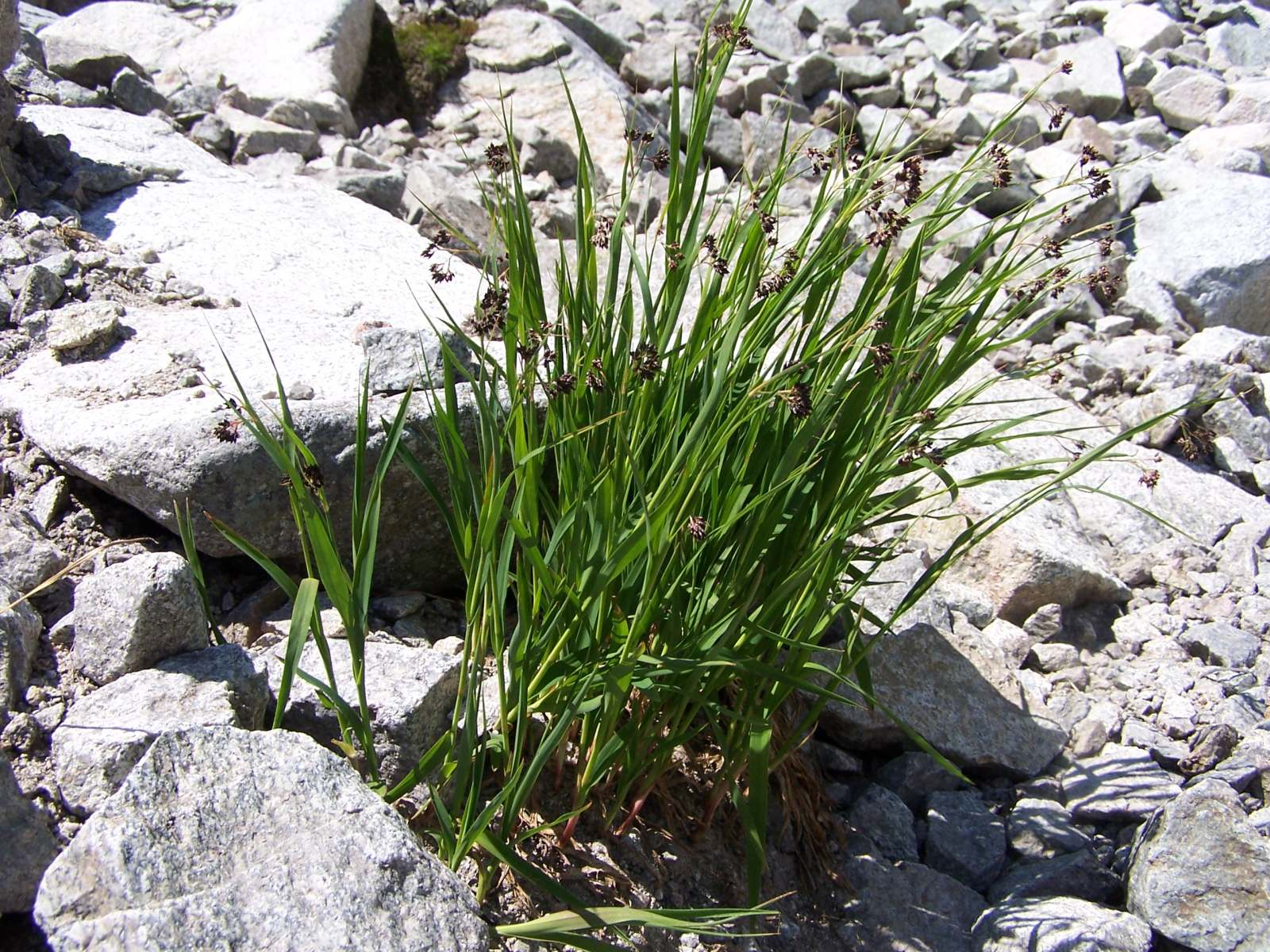
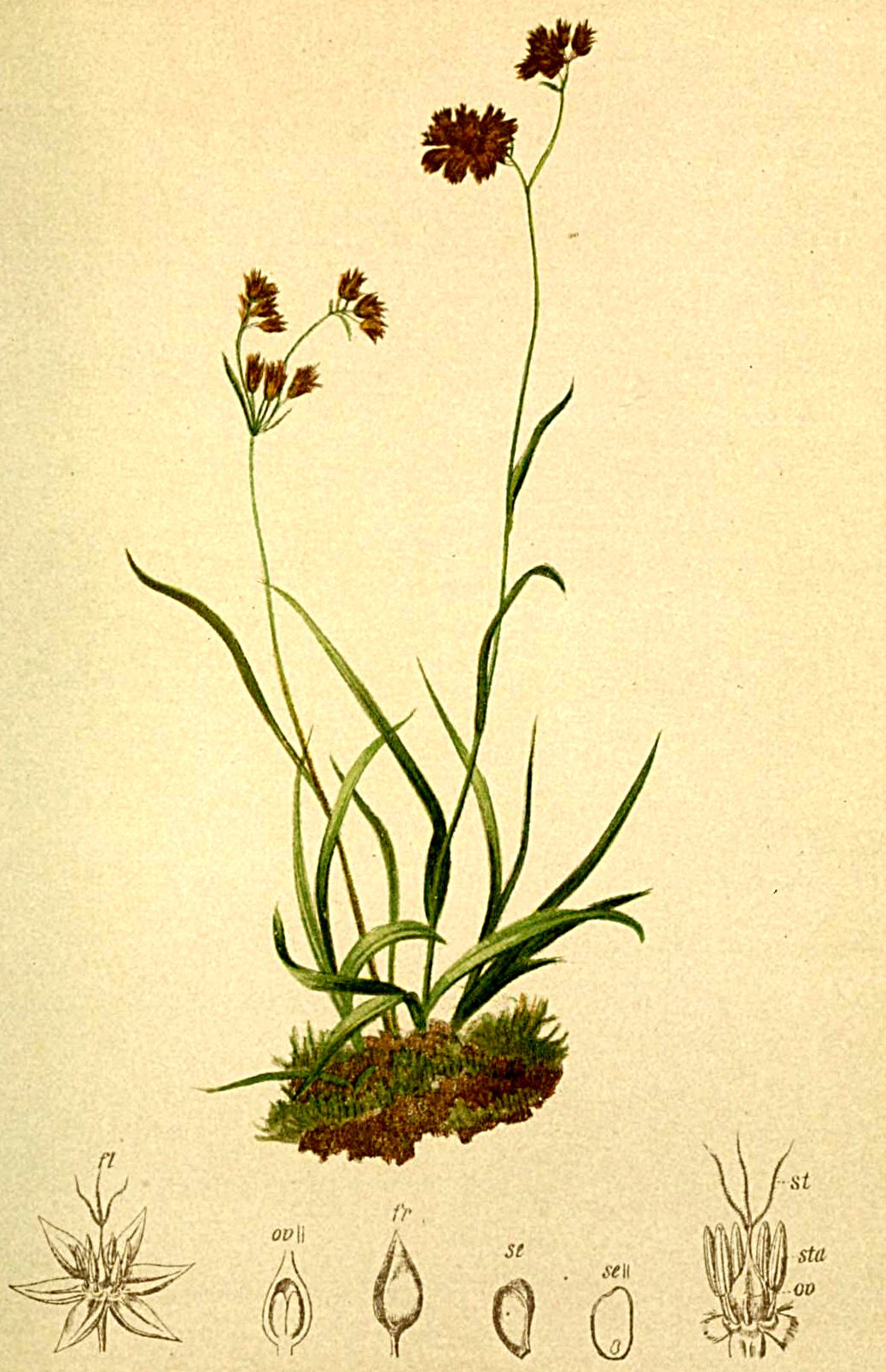